# フォコラーレ運動

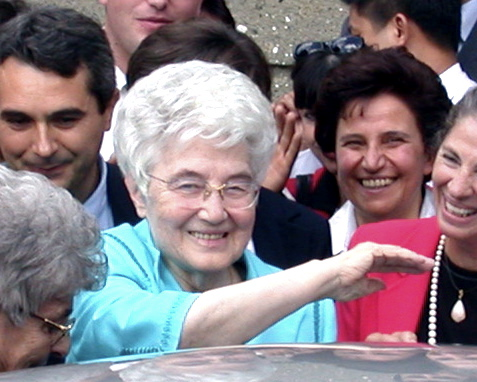
キアラ・ルービック(1920-2008)
フォコラーレ運動の設立者

フォコラーレ運動 (The Focolare Movement) は、さまざまな活動を通して友愛による世界の団結を目指した、キリスト教を中心とした国際運動。また、それに参加し運動を促進する団体である。キアラ・ルービック（1920-2008）により1962年にイタリアのトレントで本部が設立され、現在日本を含み世界中で約10万人以上の人々がこの運動に参加している。「フォコラーレ」はイタリア語で「炉床/家庭」を意味し、フォコラーレの人々は私たち人間が皆、互いを愛しは助け合い、他人と家族のように接することを理想としている。

## 日本フォコラーレ
日本にも東京と長崎にフォコラーレの施設があり、質問・相談などができる。

### 東京
フォコラーレ男子センター
〒168-0071　東京都杉並区高井戸西1-11-4
フォコラーレ女子センター
〒166-0001　東京都杉並区阿佐谷北2-31-12

### 長崎
フォコラーレ女子センター
〒852-8133　長崎市本原町39-25